# یخچال غربی (بزرگ) شاهجوق
یخچال غربی (بزرگ) شاهجوق مربوط به دوره قاجار است و در سمنان، خیابان شیخ علاء الدوله، غرب محله شاهجوق واقع شده و این اثر در تاریخ ۲۵ خرداد ۱۳۸۱ با شمارهٔ ثبت ۵۸۳۷ به‌عنوان یکی از آثار ملی ایران به ثبت رسیده است.